# Tonnoiriella pseudofontinalis
Tonnoiriella pseudofontinalis és una espècie d'insecte dípter pertanyent a la família dels psicòdids que es troba a Europa: és un endemisme de l'illa de Còrsega.